# Microascales
Ordre
Les Microascales sont un ordre de champignons ascomycètes de la classe des Sordariomycetes. 

## Liste des familles
Selon Catalogue of Life (28 novembre 2014) :
- famille des Ceratocystidaceae
- famille des Chadefaudiellaceae
- famille des Gondwanamycetaceae
- famille des Halosphaeriaceae
- famille des Microascaceae

## Liste des familles, genres, espèces et variétés
Selon NCBI (28 novembre 2014) :
- famille des Ceratocystidaceae
  - genre Ceratocystis
    - Ceratocystis acaciivora
    - Ceratocystis adiposa
    - Ceratocystis albifundus
    - Ceratocystis atrox
    - Ceratocystis bhutanensis
    - Ceratocystis cacaofunesta
    - Ceratocystis caryae
    - Ceratocystis chinaeucensis
    - Ceratocystis coerulescens
    - Ceratocystis colombiana
    - Ceratocystis corymbiicola
    - Ceratocystis cryptoformis
    - Ceratocystis curvata
    - Ceratocystis curvicollis
    - Ceratocystis decipiens
    - Ceratocystis diversiconidia
    - Ceratocystis douglasii
    - Ceratocystis ecuadoriana
    - Ceratocystis eucalypti
    - Ceratocystis eucalypticola
    - Ceratocystis fagacearum
    - Ceratocystis ficicola
    - Ceratocystis fimbriata
    - Ceratocystis fimbriatomima
    - Ceratocystis fujiensis
    - Ceratocystis huntii
    - Ceratocystis inquinans
    - Ceratocystis laricicola
    - Ceratocystis larium
    - Ceratocystis major
    - Ceratocystis mangicola
    - Ceratocystis manginecans
    - Ceratocystis mangivora
    - Ceratocystis microbasis
    - Ceratocystis moniliformis
    - Ceratocystis moniliformopsis
    - Ceratocystis musarum
    - Ceratocystis neglecta
    - Ceratocystis norvegica
    - Ceratocystis oblonga
    - Ceratocystis obpyriformis
    - Ceratocystis omanensis
    - Ceratocystis ossiformis
    - Ceratocystis papillata
    - Ceratocystis paradoxa
    - Ceratocystis pinicola
    - Ceratocystis pirilliformis
    - Ceratocystis platani
    - Ceratocystis polonica
    - Ceratocystis polychroma
    - Ceratocystis polyconidia
    - Ceratocystis populicola
    - Ceratocystis pseudoeurophioides
    - Ceratocystis radicicola
    - Ceratocystis resinifera
    - Ceratocystis rufipennis
    - Ceratocystis salinaria
    - Ceratocystis savannae
    - Ceratocystis smalleyi
    - Ceratocystis sublaevis
    - Ceratocystis sumatrana
    - Ceratocystis tanganyicensis
    - Ceratocystis thulamelensis
    - Ceratocystis tribiliformis
    - Ceratocystis tsitsikammensis
    - Ceratocystis tyalla
    - Ceratocystis variospora
    - Ceratocystis virescens
    - Ceratocystis zambeziensis
    - Ceratocystis zombamontana
    - non-classé mitosporic Ceratocystis
      - genre Thielaviopsis
        - Thielaviopsis australis
        - Thielaviopsis basicola
        - Thielaviopsis ceramica
        - Thielaviopsis neocaledoniae
        - Thielaviopsis ovoidea
        - Thielaviopsis populi
        - Thielaviopsis thielavioides

  - non-classé mitosporic Ceratocystidaceae
    - genre Ambrosiella
      - Ambrosiella beaveri
      - Ambrosiella ferruginea
      - Ambrosiella hartigii
      - Ambrosiella roeperi
      - Ambrosiella xylebori
- famille des Chadefaudiellaceae
  - genre Faurelina
    - Faurelina elongata
    - Faurelina indica
- famille des Gondwanamycetaceae
  - genre Custingophora
    - Custingophora blanchettei
    - Custingophora cecropiae
    - Custingophora olivacea

  - genre Gondwanamyces
    - Gondwanamyces capensis
    - Gondwanamyces proteae
    - Gondwanamyces scolytodis
    - Gondwanamyces serotectus
    - Gondwanamyces ubusi
    - Gondwanamyces wingfieldii

  - genre Knoxdaviesia
    - Knoxdaviesia proteae
- famille des Graphiaceae
  - genre Graphium
    - Graphium adansoniae
    - Graphium basitruncatum
    - Graphium carbonarium
    - Graphium fabiforme
    - Graphium fimbriasporum
    - Graphium laricis
    - Graphium madagascariense
    - Graphium penicillioides
    - Graphium pseudormiticum
- famille des Halosphaeriaceae
  - genre Alisea
    - Alisea longicolla

  - genre Aniptodera
    - Aniptodera chesapeakensis
    - Aniptodera juncicola
    - Aniptodera lignatilis
    - Aniptodera longispora

  - genre Antennospora
    - Antennospora quadricornuta
    - Antennospora salina

  - genre Arenariomyces
    - Arenariomyces trifurcatus

  - genre Ascosacculus
    - Ascosacculus aquaticus
    - Ascosacculus heteroguttulatus

  - genre Bovicornua
    - Bovicornua intricata

  - genre Ceriosporopsis
    - Ceriosporopsis capillacea
    - Ceriosporopsis halima

  - genre Clavatospora
    - Clavatospora longibrachiata

  - genre Corollospora
    - Corollospora anglusa
    - Corollospora angusta
    - Corollospora besarispora
    - Corollospora cinnamomea
    - Corollospora colossa
    - Corollospora filiformis
    - Corollospora fusca
    - Corollospora gracilis
    - Corollospora intermedia
    - Corollospora lacera
    - Corollospora luteola
    - Corollospora maritima
    - Corollospora portsaidica
    - Corollospora pseudopulchella
    - Corollospora pulchella
    - Corollospora quinqueseptata

  - genre Cucullosporella
    - Cucullosporella mangrovei

  - genre Gesasha
    - Gesasha mangrovei
    - Gesasha peditatus
    - Gesasha unicellularis

  - genre Haligena
    - Haligena elaterophora

  - genre Halosarpheia
    - Halosarpheia fibrosa
    - Halosarpheia japonica
    - Halosarpheia kandeliae
    - Halosarpheia marina
    - Halosarpheia trullifera
    - Halosarpheia unicellularis

  - genre Halosphaeria
    - Halosphaeria appendiculata

  - genre Halosphaeriopsis
    - Halosphaeriopsis mediosetigera

  - genre Havispora
    - Havispora longyearbyenensis

  - genre Kochiella
    - Kochiella crispa

  - genre Lignincola
    - Lignincola laevis
    - Lignincola tropica

  - genre Magnisphaera
    - Magnisphaera spartinae
    - Magnisphaera stevemossago

  - genre Morakotiella
    - Morakotiella salina

  - genre Nais
    - Nais inornata

  - genre Natantispora
    - Natantispora lotica
    - Natantispora retorquens

  - genre Naufragella
    - Naufragella spinibarbata

  - genre Nautosphaeria
    - Nautosphaeria cristaminuta

  - genre Neptunella
    - Neptunella longirostris

  - genre Nereiospora
    - Nereiospora comata
    - Nereiospora cristata

  - genre Nimbospora
    - Nimbospora effusa

  - genre Nohea
    - Nohea delmarensis
    - Nohea umiumi

  - genre Oceanitis
    - Oceanitis cincinnatula
    - Oceanitis scuticella
    - Oceanitis unicaudata
    - Oceanitis viscidula

  - genre Ocostaspora
    - Ocostaspora apilongissima

  - genre Okeanomyces
    - Okeanomyces cucullatus

  - genre Ondiniella
    - Ondiniella torquata

  - genre Ophiodeira
    - Ophiodeira monosemeia

  - genre Panorbis
    - Panorbis viscosus

  - genre Phaeonectriella
    - Phaeonectriella lignicola

  - genre Pileomyces
    - Pileomyces formosanus

  - genre Remispora
    - Remispora maritima
    - Remispora pilleata
    - Remispora quadri-remis
    - Remispora spitsbergenensis
    - Remispora stellata

  - genre Saagaromyces
  - genre Sablecola
    - Sablecola chinensis

  - genre Sagaaromyces
    - Sagaaromyces abonnis
    - Sagaaromyces glitra
    - Sagaaromyces ratnagiriensis

  - genre Tirispora
    - Tirispora unicaudata

  - genre Toriella
    - Toriella tubulifera

  - genre Tubakiella
    - Tubakiella galerita

  - non-classé mitosporic Halosphaeriaceae
    - genre Clavariopsis
      - Clavariopsis aquatica

    - genre Marinospora
      - Marinospora calyptrata
      - Marinospora longissima

    - genre Monodictys
      - Monodictys aershanensis
      - Monodictys arctica
      - Monodictys castaneae
      - Monodictys levis
      - Monodictys pelagica

    - genre Periconia
      - Periconia byssoides
      - Periconia cookei
      - Periconia macrospinosa
      - Periconia minutissima
      - Periconia prolifica
      - Periconia pseudobyssoides
      - Periconia tirupatiensis

    - genre Sigmoidea
      - Sigmoidea luteola
      - Sigmoidea marina
      - Sigmoidea parvula
      - Sigmoidea prolifera

    - genre Varicosporina
      - Varicosporina ramulosa
- famille des Microascaceae
  - genre Canariomyces
    - Canariomyces notablis

  - genre Enterocarpus
    - Enterocarpus grenotii

  - genre Kernia
    - Kernia geniculotricha
    - Kernia hippocrepida
    - Kernia hyalina
    - Kernia nitida
    - Kernia pachypleura

  - genre Lomentospora
    - Lomentospora prolificans

  - genre Lophotrichus
    - Lophotrichus fimeti
    - Lophotrichus indicus
    - Lophotrichus plumbescens

  - genre Microascus
    - Microascus albonigrescens
    - Microascus caviariformis
    - Microascus cinereus
    - Microascus cirrosus
    - Microascus desmosporus
    - Microascus doguetii
    - Microascus exsertus
    - Microascus giganteus
    - Microascus griseus
    - Microascus longirostris
    - Microascus manginii
    - Microascus niger
    - Microascus pyramidus
    - Microascus senegalensis
    - Microascus singularis
    - Microascus trigonosporus
      - variété Microascus trigonosporus var. trigonosporus

  - genre Parascedosporium
    - Parascedosporium putredinis
    - Parascedosporium tectonae

  - genre Petriella
    - Petriella asymmetrica
      - variété Petriella asymmetrica var. cypria

    - Petriella guttulata
    - Petriella lindforsii
    - Petriella musispora
    - Petriella setifera
    - Petriella sordida

  - genre Petriellopsis
    - Petriellopsis africana

  - genre Pithoascus
    - Pithoascus intermedius
    - Pithoascus nidicola
    - Pithoascus platysporus
    - Pithoascus schumacheri

  - genre Pseudallescheria
    - Pseudallescheria angusta
    - Pseudallescheria ellipsoidea
    - Pseudallescheria fusoidea

  - genre Rhinocladium
    - Rhinocladium lesnei

  - genre Scedosporium
    - Scedosporium apiospermum
    - Scedosporium aurantiacum
    - Scedosporium boydii
    - Scedosporium dehoogii
    - Scedosporium desertorum
    - Scedosporium frequentans
    - Scedosporium minutisporum

  - genre Wardomycopsis
  - genre Yunnania
    - Yunnania penicillata
- non-classé mitosporic Microascales
  - genre Acremoniella
    - Acremoniella lutzi

  - genre Doratomyces
    - Doratomyces castaneus
    - Doratomyces columnaris
    - Doratomyces microsporus
    - Doratomyces nanus
    - Doratomyces purpureofuscus
    - Doratomyces stemonitis
    - Doratomyces verrucisporus

  - genre Scopulariopsis
    - Scopulariopsis acremonium
    - Scopulariopsis asperula
    - Scopulariopsis brevicaulis
    - Scopulariopsis brumptii
    - Scopulariopsis carbonaria
    - Scopulariopsis chartarum
    - Scopulariopsis costantini
    - Scopulariopsis croci
    - Scopulariopsis flava
    - Scopulariopsis fusca
    - Scopulariopsis gracilis
    - Scopulariopsis halophilica
    - Scopulariopsis hibernica
    - Scopulariopsis humicola
    - Scopulariopsis koningii
    - Scopulariopsis murina
    - Scopulariopsis sphaerospora

  - genre Sporendocladia
    - Sporendocladia bactrospora
    - Sporendocladia foliicola

  - genre Trichurus
    - Trichurus dendrocephalus
    - Trichurus spiralis
    - Trichurus terrophilus

  - genre Wardomyces
    - Wardomyces anomalus
    - Wardomyces humicola
    - Wardomyces inflatus
    - Wardomyces pulvinatus
    - Wardomyces simplex
- non-classé Microascales incertae sedis
  - genre Brachyconidiellopsis
    - Brachyconidiellopsis fimicola

  - genre Cephalotrichiella
    - Cephalotrichiella penicillata

  - genre Chaetosphaeria
  - genre Gabarnaudia
    - Gabarnaudia betae

  - genre Graphium
    - Graphium album
    - Graphium dubautiae
    - Graphium eumorphum
    - Graphium fructicola
    - Graphium indicum

  - genre Sphaeronaemella
    - Sphaeronaemella fimicola
    - Sphaeronaemella fragariae
    - Sphaeronaemella helvellae

  - genre Vermiculariopsiella
    - Vermiculariopsiella dichapetali